# 20722 Aaronclevenson
20722 Aaronclevenson è un asteroide della fascia principale. Scoperto nel 1999, presenta un'orbita caratterizzata da un semiasse maggiore pari a 3,0399573 au e da un'eccentricità di 0,0756585, inclinata di 11,13424° rispetto all'eclittica.